# Grodromsalger
Grodromsalger (Batrachospermum) är ett släkte rödalger, uppbyggda av en kraftig axil celltråd med en krans av rikt grenade krtskott på varje led och det hela inlagrat i slem. Kortskotten bär han- och honorgan. Meios omedelbart efter befruktning har konstaterats hos släktet. Vissa arter är ettåriga andra fleråriga. Grodromsalger kan bli upp till 15 centimeter långa med 0,5 - 1 millimeter tjocka trådar. De kan leva i såväl söt- som saltvatten.
I Sverige förekommer elva arter, däribland pärlbandsalg.